# Markar Esayan
Markar Esayan (* 4. Februar 1969 in Istanbul; † 16. Oktober 2020) war ein armenischstämmiger türkischer Schriftsteller und Journalist.

## Leben
Markar Esayan erhielt seine Grundschulbildung an der armenisch-katholischen Bomonti Mıhitaryan-Schule und schloss seine Gymnasialbildung an der Özel Getronagan Ermeni Lisesi ab. 1995 vollendete er sein Studium der Betriebswirtschaft an der Anadolu-Universität. Ab 1997 schrieb er immer wieder in der armenisch-türkischen Zeitung Agos und ab 2001 schrieb er dort Kolumnen mit dem Titel Dar Kapı.
Der erste Roman Markar Esayans war Şimdinin Dar Odası, der 2004 den Großen Preis (Büyük Ödülü) des Verlags İnkılâp Kitapevi gewann und 2005 veröffentlicht wurde. Sein zweiter Roman Karşılaşma wurde im Oktober 2007 der Öffentlichkeit vorgestellt. Esayan schrieb in der Zeitung Taraf. Er war Verlagskoordinator, Kolumnist und 2007 Verleger und Herausgeber der Zeitung. Ebenfalls schrieb er in der AKP-nahen Zeitung Yeni Şafak.
Bei der Parlamentswahl im Juni 2015 trat Esayan für die AKP an und wurde (neben Garo Paylan von der HDP und Selina Doğan von der CHP) als einer der ersten Armenier seit der Wahl von Berç Turan 1964 in das türkische Parlament gewählt. Bei der Neuwahl im November wurde er wiedergewählt.
Esayan starb am 16. Oktober 2020 im Alter von 51 Jahren an Magenkrebs.